# Grandvillers
Grandvillers là một xã, nằm ở tỉnh Vosges trong vùng Grand Est và thuộc Cộng đồng các xã l'Arentèle-Durbion-Padozel. Grandvillers có diện tích 17,46 km2, dân số năm 1999 là 712 người. Xã này nằm ở khu vực có độ cao trung bình 364 m trên mực nước biển.
Dân địa phương tiếng Pháp gọi là Grandvillois.

## Hành chính
| Danh sách các xã trưởng                |              |                    |      |         |
| Giai đoạn                              | Giai đoạn    | Tên                | Đảng | Tư cách |
|                                        | tháng 3 2008 | Charles Schlachter |      |         |
|                                        | tháng 3 2001 | Étienne Virion     |      |         |
| Tất cả các dữ liệu trước đây không rõ. |              |                    |      |         |

## Biến động dân số
| Năm | 1962 | 1968 | 1975 | 1982 | 1990 | 1999 |
| --- | ---- | ---- | ---- | ---- | ---- | ---- |
| Dân số | 645  | 681  | 631  | 619  | 666  | 712  |
| From the year 1962 on: No double counting—residents of multiple communes (e.g. students and military personnel) are counted only once. |      |      |      |      |      |      |